# Jena (Louisiane)
Pour les articles homonymes, voir Jena.
La ville de Jena (en anglais [ˈdʒiːnə]) est le siège de la paroisse de La Salle, dans l’État de Louisiane, aux États-Unis. Sa population s’élevait à 3 398 habitants lors du recensement de 2010, estimée à 3 435 habitants en 2016.

## Histoire
En 1802, la région fertile où se trouve Jena commence à attirer des pionniers et, bientôt, la famille Hemphills achète de vastes terres à deux kilomètres au sud de la ville actuelle. Au milieu du XIXe siècle, Benjamin Baker et son père construisent un moulin à moteur hydraulique dans la même région, sur le cours d'eau Hemps Creek, et la communauté de Hemps Creek se développe. En 1869, la première école est ouverte dans cette communauté et le vétéran de la guerre de Sécession James Forsythe est choisi comme premier instituteur.
En 1871, le service postal américain demande que les mots « Creek » et « Bayou » soient supprimés des noms des bureaux de poste. C'est alors qu'Andrew Forsythe, en visite chez son frère James, suggère le nom de Jena, celui de sa ville de résidence Jena, dans l'État de l'Illinois. Selon Andrew, sa ville tirerait son nom de la ville allemande de Iéna (Jena en allemand).
En 1893, la ligne de chemin de fer Louisiana & Arkansas Railroad se rend à Jena. En 1905, le journal Jena Times paraît.
Le 2 octobre 1918, Lula V. Coleman est investie shérif suppléante (deputy sheriff). Selon cette dernière, elle est la première femme à occuper ce poste. En 1920, elle devient maire, fait rare pour une femme à l'époque.
En 2006, Jena est le théâtre d'une retentissante affaire de violence entre six adolescents noirs (les « six de Jena ») et un adolescent blanc, pour laquelle les jeunes Noirs sont d'abord accusés de tentative de meurtre, une accusation jugée trop sévère par certains, qui ont convergé par milliers vers la ville pour protester,.

## Démographie
Selon le recensement de 2000, 2 971 personnes, 1 135 ménages et 749 familles résidaient dans la ville. La densité de population était de 213,2 habitants par km². Il y avait 1 264 unités de logement à une densité moyenne de 90,7 par km². La composition raciale de la ville était la suivante : 85,56 % de Blancs, 12,02 % d'Afro-Américains, 0,67 % d'Amérindiens, 0,47 % d'Asiatiques, 0,50 % d'autres races et 0,77 % de deux races ou plus. Les Hispaniques ou les Latino-Américains, toutes races confondues, représentaient 1,21 % de la population.
Il y avait 1 135 ménages, dont 29,3 % avaient des enfants de moins de 18 ans vivant avec eux, 52,9 % étaient des couples mariés vivant ensemble, 10,3 % avaient une femme chef de ménage sans mari et 34,0 % étaient hors-famille. 31,4 % de tous les ménages étaient âgés de 21 ans ou plus. La taille moyenne des ménages était de 2,29 et celle des familles, de 2,86.
Dans la ville, la population était répartie comme suit : 27,5 % de moins de 18 ans, 8,8 % de 18 à 24 ans, 22,5 % de 25 à 44 ans, 22,8 % de 45 à 64 ans et 18,4 % âgés de 65 ans et plus. L'âge médian était de 39 ans. Pour 100 femmes, il y avait 98,9 hommes. Pour 100 femmes de 18 ans et plus, il y avait 84,7 hommes.

Le revenu médian d'un ménage de la ville était de 30 938 $ et celui d'une famille était de 39 848 $. Le revenu médian des hommes était de 31 332 $ contre 18 317 $ pour les femmes. Le revenu par habitant de la ville était de 13 761 $. Environ 9,9 % des familles et 15,1 % de la population vivaient sous le seuil de pauvreté, dont 20,2 % des moins de 18 ans et 17,0 % des 65 ans et plus.

## Personnalités liées à la ville
- Woodie Flowers, professeur d'ingénierie mécanique au MIT et cofondateur de la compétition de robotique FIRST.
- Jay F. Honeycutt, ancien directeur du centre spatial Kennedy.

## Galerie photographique

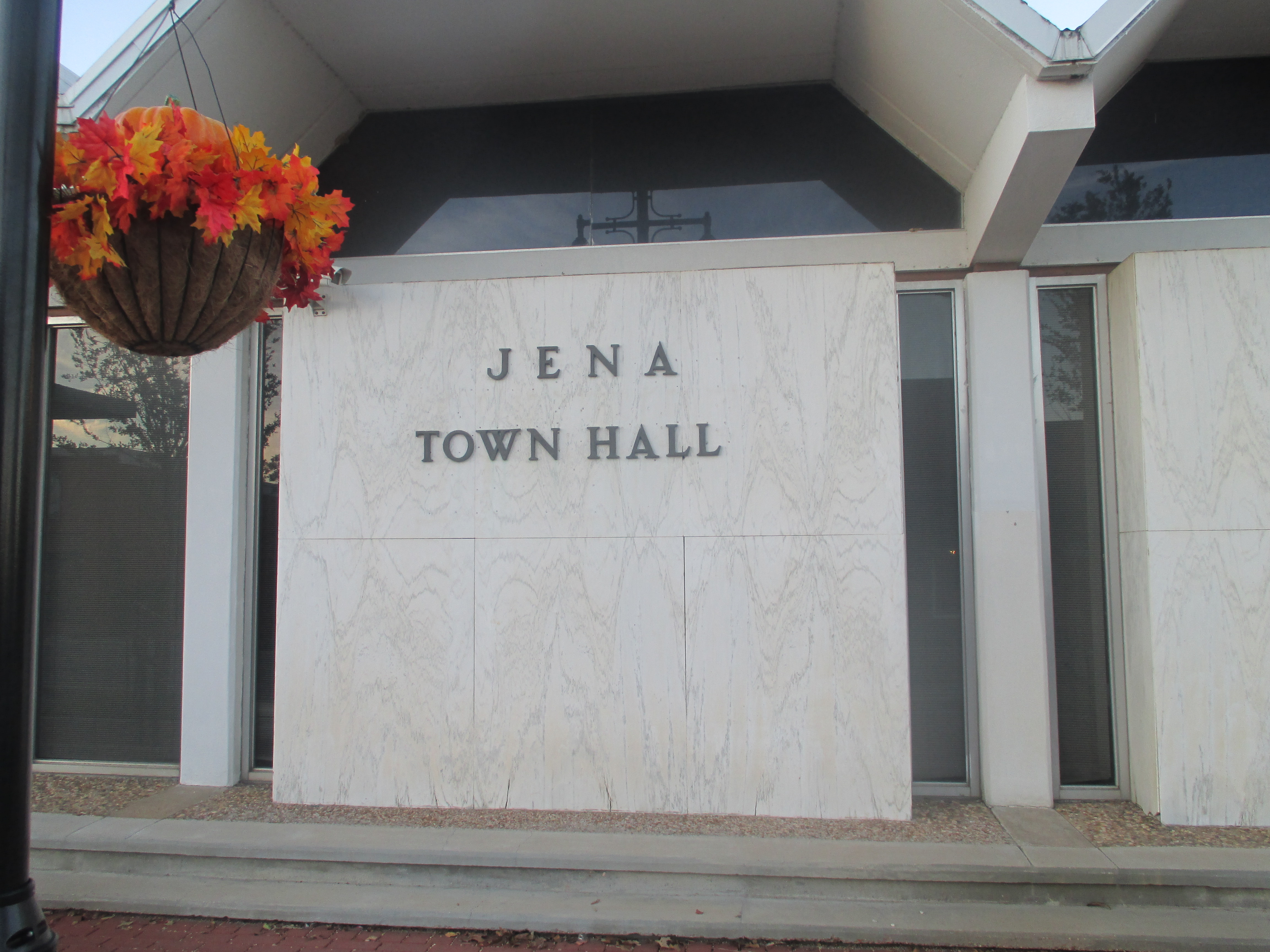
L'hôtel de ville de Jena.
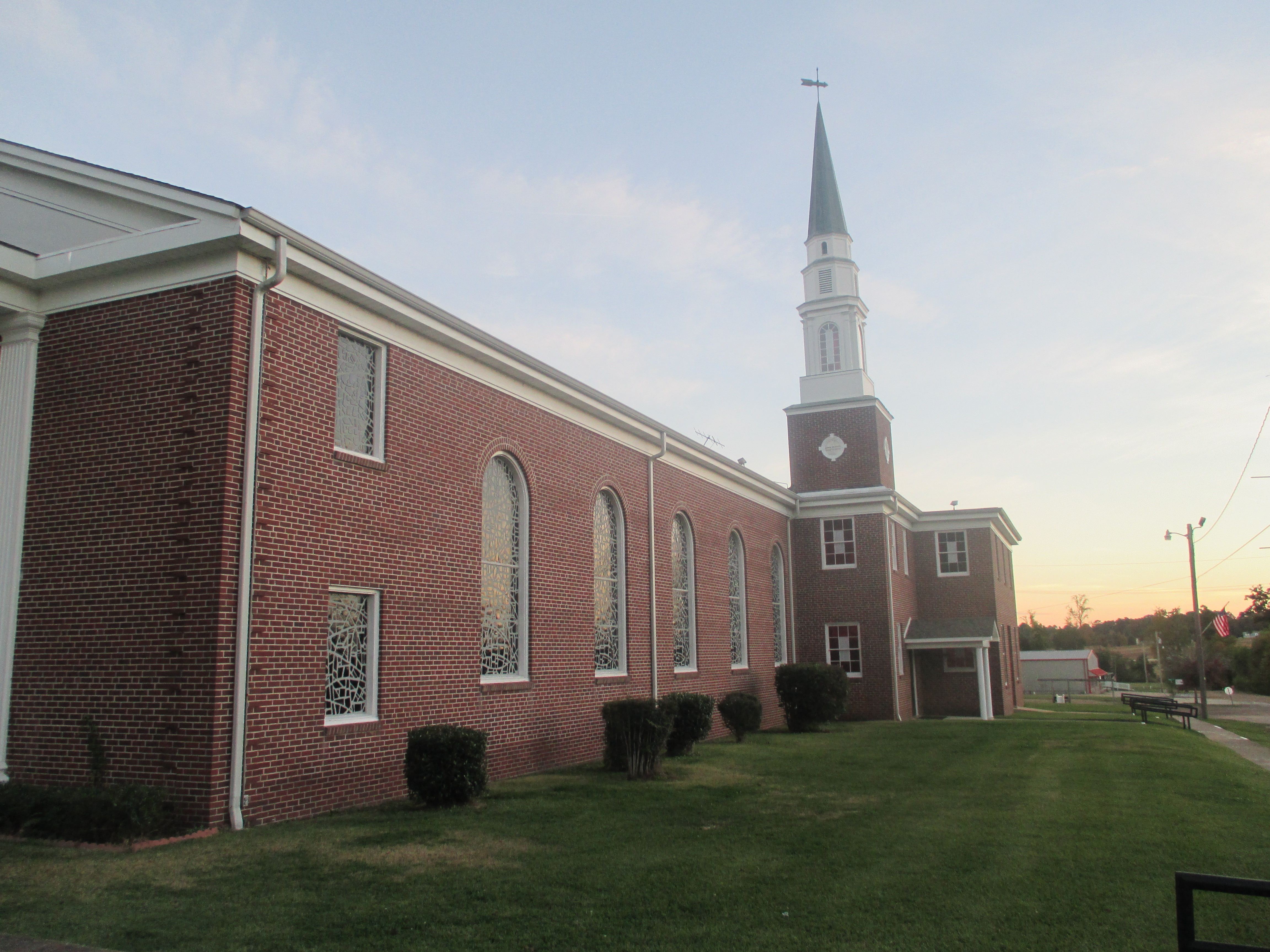
L'église baptiste.

## Source
- (en) Cet article est partiellement ou en totalité issu de l’article de Wikipédia en anglais intitulé « Jena, Louisiana » (voir la liste des auteurs).

1. 1 2  « Town of Jena, Louisiana », sur www.townofjena.com (consulté le 4 décembre 2018)
2. ↑  (en) « ‘Jena 6’ protesters rally at Louisiana town », msnbc.com,‎ 21 septembre 2007 (lire en ligne, consulté le 4 décembre 2018)
3. ↑  (en-US) Amy Waldman, « The Truth About Jena », The Atlantic,‎ 1er janvier 2008 (lire en ligne, consulté le 4 décembre 2018)
4. ↑  (en) U.S. Census Bureau, « American FactFinder », sur factfinder.census.gov (consulté le 4 décembre 2018)